# Clubiona annuligera
Clubiona annuligera är en spindelart som beskrevs av Roger de Lessert 1929. Clubiona annuligera ingår i släktet Clubiona och familjen säckspindlar. Inga underarter finns listade i Catalogue of Life.